# A jövendő múlt napjai
A jövendő múlt napjai, eredeti címén Days of Future Past, Chris Claremont író és John Byrne rajzoló 1981-ben megjelent képregénye az X-Men csapatának főszereplésével. A Byrne alapötletéből megszületett kétrészes történetet a Marvel Comics Uncanny X-Men című sorozatának 141. és 142. számában, 1981 januárjában és februárjában adta ki először. A jövendő múlt napjai egyike a legismertebb és legnevezetesebb X-Men-kalandoknak, melyben a szuperhőscsapatnak egy jövőből érkezett figyelmeztetés nyomán kell megakadályoznia egy disztópikus világ kialakulásához vezető eseménysorozatot.
A történet központi témája a faji megkülönböztetés, mely a múltra, a második világháború során a nemzetiszocialista német kormány által eltervezett és irányított népirtásra visszautalva és annak motívumait felhasználva mutat be egy elrettentő, disztópikus jövőképet.
A jövendő múlt napjai több szempontból is mérföldkőnek számít a kiadó X-Men-füzeteinek történetében. Az Uncanny X-Men egyik legelismertebb alkotópárosának, Chris Claremontnak és John Byrne-nek A jövendő múlt napjai volt az utolsó nevezetes közös munkája, mely után a páros szétvált, amihez hozzájárultak a történet kapcsán kiéleződő alkotói nézetkülönbségek. A jövendő múlt napjaiban számos új szereplő mutatkozott be, akik az X-Men-történetek fontos résztvevőivé váltak. A történetben bemutatott disztópikus jövő, mely Claremont szándéka szerint eredetileg a sorozat jelenében játszódó cselekménnyel egyazon valóságban létezett, más írók munkája során egy külön, párhuzamos jövővé alakult, melynek később a kiadó a 811-es Föld besorolást adta.

## A történet megszületése és háttere
A jövendő múlt napjai története és cselekménye Chris Claremont és John Byrne eltérő elképzelései és szándékai miatt számos változáson ment keresztül, mire végleges formájában nyomtatásba került. A jövőben játszódó történet ötlete Byrne-től származott, akinek egyik alapvető szándéka annak bemutatása volt, hogy az X-Men-füzetekben már régóta szereplő óriás mutánsvadász robotok, az Őrök, valójában nagyszerű szereplők. Byrne később úgy nyilatkozott, hogy Claremont nem igazán kedvelte az Őröket, mivel esetlen és könnyen legyőzhető ellenfeleknek tartotta őket. Byrne nyilatkozatai során nem nevezett meg olyan művet, mely hatással lett volna rá A jövendő múlt napjai történetének megtervezése során. Mindemellett azonban több alkalommal is megjegyezte, hogy csak évekkel a történet megjelenése után vette észre, hogy A jövendő múlt napjai cselekménye mennyire hasonlít a népszerű angol televíziós sorozat, a Doctor Who egyik régebbi, 1972-es, négy részes epizódjára. „Úgy négy évvel később, Chicagóban laktam, mikor a Doctor Who-t néztem a PBS-en. A soron következő rész a Day of the Daleks volt. »Hú, a Day of the Daleks, igen, ezt már láttam korábban mikor még Londonban, Ontarióban laktam.« Néztem, és egy az egyben A jövendő múlt napjai volt.” – mondta Byrne.
A jövendő múlt napjai cselekményének kidolgozását Byrne már hónapokkal az éppen megjelenő, Claremonttal közös A Főnix halála (The Dark Phoenix Saga) című történetük utolsó részeinek kiadása előtt megkezdte. A történethez Byrne és Claremont több új szereplőt is megalkotott, köztük a Rejtély által újjászervezett Gonosz Mutánsok Testvériségének tagjait, Lavinát, Pirót és Sorsot. A szereplők külsejét és képességeit Byrne tervezte meg, nevüket Claremont adta. A disztópikus jövő cselekményében megjelenő új X-Man, Rachel, az eredeti tervek szerint Scott Summers, vagyis Küklopsz és Jean Grey lánya lett volna, ám az erre vonatkozó utalást  el kellett távolítani a készülő történetből, mivel  a A Főnix halála  főszerkesztői utasításra az utolsó pillanatban Jean Grey halálával végződött. Rachel így csak mint egy új csapattag jelent meg, bármiféle utalás nélkül a hátterére. A mutánsellenes politikájáról ismert Robert Kelly szenátor, aki már korábbi történetekben is feltűnt, Claremont javaslatára lett A jövendő múlt napjai központi alakja. Claremont jelentősen hozzájárult a történet második, Lélek a múltban (Mind out of Time) című része cselekményének kidolgozásához is.
A képregénytörténet elkészítése a kiadónál megszokott „Marvel-stílusban” zajlott, vagyis a cselekmény kidolgozása után készültek el a rajzok, majd csak ezt követően a pontos párbeszédek, vagyis a történet szkriptje. Claremont és Byrne a kapcsolatot szinte kizárólag telefonon tartották, így vitatták meg a történet részleteit, melyet írásban nem is rögzítettek. A történet szerkesztői jóváhagyása után Byrne elkészítette a rajzokat, és ha úgy ítélte meg, saját belátása szerint a megbeszéltektől eltérve átrendezett  egyes jeleneteket. A rajzok kézhezvétele után Claremont megírta a történet párbeszédeit és a narrációt.

## A történet
|  | Alább a cselekmény részletei következnek! |

A jövendő múlt napjai történetének eseményei párhuzamosan zajlanak a sorozat jelenében, 1980-ban, és annak disztópikus jövőjében, 2013-ban. A cselekmény tényleges kiindulópontja, mely a negatív jövő kialakulásához vezetett, a Gonosz Mutánsok Testvérisége által elkövetett merénylet volt a mutánsellenes politikájáról ismert Robert Kelly szenátor ellen. Az ezt követő eseménysorozat a mutánsvadász Őr-robotok tömeggyártásához vezetett, melyek végül átvették az irányítást az Egyesült Államok felett. Az Őrök 2013-ra jórészt kiirtották a mutánsokat és más emberfeletti képességgel rendelkező lényeket, a túlélőket pedig gyűjtőtáborokba kényszerítették. A szigorú ellenőrzés alatt tartott népességen belül a gyermeknemzés jogát csak a mutáns génektől mentes, általuk „tisztának” ítélt egyéneknek tartották fenn.

### A cselekmény összefoglalása
2013-ban az egykori X-Men csapatának gyűjtőtáborba zárt túlélői, Kate Pryde, Vihar és Kolosszus, egykori ellenfelük, Magneto, a Fantasztikus Négyes utolsó élő tagja, Franklin Richards és telekinetikus képességekkel rendelkező felesége, Rachel, valamint a kanadai kormány ügynökeként, még szabadon tevékenykedő Rozsomák azon dolgoznak, hogy megváltoztassák a múlt eseményeit.
A képességeiket gátló szerkezeteket kijátszva Rachelnek sikerül visszaküldeni Pryde tudatát a múltba, 1980-ba, a nő akkori fiatal énjének testébe. Pryde és az X-Men csapata, miután a nő beszámol nekik az őket váró sötét jövőről és az oda vezető eseménysorozatról, Washingtonba utaznak, hogy megakadályozzák a Kelly szenátor elleni merényletet. Eközben a jövőben az Őrök leleplezik a mutánsok tervét, és rajtuk ütnek. A csapat úgy dönt, hogy végső próbát tesz a robotok idegközpontjának elpusztítására, hogy ezzel megbénítsák őket.
1980-ban az X-Men harcba bocsátkozik a Gonosz Mutánsok Testvériségével, hogy megóvja Kelly szenátor életét, miközben 2013-ban a csapat tagjaival egymás után végeznek a túlerőben lévő Őrök, míg már csak a Pryde tudat nélküli testét őrző Rachel marad életben. A múltban Pryde-nak sikerül megmentenie Kelly életét, ami után a nő tudata azonnal elhagyja fiatal énje testét. A csapat a küldetés után hazaindul, és bár feladatukat teljesítették, bizonytalanok abban, hogy sikerült-e ezáltal a jövőt is megváltoztatniuk.
Egy hónappal később Kelly szenátor találkozik az Egyesült Államok elnökével, aki úgy dönt, hogy a mutánsok elleni nyílt fellépés helyett utasítást ad egy titkos projekt keretein belül új Őr-robotok kifejlesztésére.
|  | Itt a vége a cselekmény részletezésének! |

## A mű központi témája
A mutánsok fogalmát Stan Lee vezette be a Marvel képregényeinek világába 1963-ban, az X-Men csapatának megalkotásával. A mutánsok, akiknek természetes módon megváltozott génjeik emberfeletti képességeket kölcsönöznek, megjelenésük óta különféle előítéletek tárgyai voltak a kiadó füzeteinek történeteiben. Chris Claremont, aki 1975-től lett az Uncanny X-Men rendszeres írója, a holokauszt nyomasztó emlékeit és rémképeit a cselekmény állandó elemévé tette. Ennek részeként az X-Men füzetek legismertebb gonosztevőjének, Magnetónak zsidó hátteret adott, aki mint a holokauszt és a koncentrációs táborok túlélője azért küzd, hogy a mutánsok átvegyék a hatalmat a közönséges emberek felett. Cheryl Alexander Malcolm megítélése szerint Claremont történeteiben ezalatt a mutánsok a zsidó nép szimbólumává váltak. Mindazonáltal maga Magneto, és az általa alapított Gonosz Mutánsok Testvérisége nem mint egy elnyomott nép, vagy faj szimbólumai vagy szabadságharcosai jelennek meg, hanem maguk is egy fajelmélet metaforái, akik saját felsőbbrendűségüket hirdetik.
A jövendő múlt napjai párbeszédeinek és narrációjának, akárcsak Claremont és Byrne több ezt megelőző X-Men-történetének, központi témája a faji megkülönböztetés és a népirtás, melynek motívumai újra és újra visszatérnek a cselekmény során. „A holokauszt hasonlataira és metaforáira épít, de magában foglalja bárki, a hétköznapi ember előítéleteit is bárkivel szemben…” – jellemezte a művet Danny Fingeroth. A történet disztópikus jövőjében a túlélő mutánsokat arra kényszerítik, hogy gyűjtőtáborokban éljenek, a lakosság minden tagjának pedig megkülönböztető jelet kell viselnie, melyek, bár mások, mint a második világháború alatt a koncentrációs táborokban használtak, szerepükben nem állnak messze ezektől. „»H« – hibátlan, mutáns génektől mentes személyek, akik szaporodhatnak. »A« – anomális génekkel rendelkező, de nem mutáns személyek. Nem szaporodhatnak. »M« – mutáns.” – olvasható a  narrációban. Egy másik, a történet jelenében játszódó jelenetben az egyik mellékszereplő, a Kelly szenátor meghallgatásán szakértőként részt vevő dr. Moira McTaggert megjegyzése szerint a mutánsok regisztrációját a gázkamrák fogják követni, mely ismételt utalás a világháború alatt végrehajtott, a nemzetiszocialista német kormány által eltervezett és irányított népirtásra. Malcolm úgy véli, hogy A jövendő múlt napjaiban először említett, de hamarosan Claremont X-Men-történeteinek fontos elemévé vált mutánsokat érintő regisztrációs kötelezettség egyértelmű utalás az 1935-ös nürnbergi törvényekre.
A cselekmény során Kelly szenátor negatív szereplőként jelenik meg, ugyanakkor törekvései az emberi természetből, egy valós veszélytől, az irányíthatatlan, hatalmas erővel bíró mutánsoktól való félelemből erednek. A jövendő múlt napjai egyik jelenetében, a jövőből visszautazó Kate Pryde emlékeiben megjelenő 1984-es elnökválasztási kampány jelmondata, a „Tudod, hogy mik a gyermekeid?” is erre utal. A Marvel Comics történeteinek világában azonban a mutáció származástól független, véletlenszerű, és az emberfeletti képességek bárkiben felébredhetnek a pubertás során, így a faji megkülönböztetés kétélű karddá válik.

## Megjelenése, utóélete és hatása

### A történet végleges változata és az alkotók nézetkülönbségei
A jövendő múlt napjai és a történet második, Lélek a múltban című része 1981 januárjában és februárjában jelent meg az Uncanny X-Men 141. és 142. számában, öt hónappal a szintén nagy sikerű A Főnix halála című történet befejezése után. A történet Chris Claremont és John Byrne X-Men sorozatának utolsó nevezetes közös munkája volt, mielőtt a páros Byrne távozásával, a 143. szám megjelenése után szétvált.
Byrne a rajzolás során az általa kigondolt, majd Claremonttal továbbfinomított cselekmény szerkezetét egyes helyeken saját belátása szerint önállóan módosította, ez azonban nem számított egyedi vagy szokatlan esetnek kettejük együttműködése során. A történet második részének egy korai jelenetében például, az X-Men csapatának és a Gonosz Mutánsok Testvériségének összecsapása kezdetén, Rozsomák karmaival rá akar támadni a Testvériség egyik tagjára, Piróra, amit az X-Men vezetője, Vihar egy forgószéllel megakadályoz. Az egyeztetett cselekmény szerint a következő képkockákon Vihar tisztázta volna Rozsomákkal, hogy még tőle sem tűri az indokolatlan gyilkolást és vérontást. Byrne a Vihar és Rozsomák közötti heves szóváltást azonban jóval későbbre halasztotta. Claremont egy későbbi nyilatkozatában úgy emlékezett vissza, hogy ennek a jelenetnek az elhelyezését több olvasó is kifogásolta. „Azon töprengtek, hogy miért állnak meg a csata közepén egy szóváltásra, amikor a rosszfiúk ott állnak előttük?” – mondta Claremont az olvasók reakciójáról.
A főként Byrne által megtervezett történet végkimenetelét Claremont szkriptje alapjaiban változtatta meg. Byrne eredeti ötletében az X-Men csapata Kelly szenátor megmentésével teljes sikerrel fejezi be küldetését, ezzel meggátolja a disztópikus jövő kialakulását, mely a történet végén egyszerűen eltűnt volna. Claremont változatában, miután Kate megakadályozza Kelly szenátor meggyilkolását, tudata visszatér a jövőbe. „A következő pillanatban szakadék nyílik Kate Pryde-ban. A valóság kifordul, és Kate hirtelen szembe találja magát gyermekkori énjével, aki olyan ártatlan, sebezhető, olyan fiatal. Ösztönösen megcsókolja, aztán az örökkévalóság szelei hazaröpítik.” – olvasható a történetben. Ezekkel a képkockákkal, melyeket utólag a Marvel irodájában csak „a vérfertőző leszbikus jelenetként” emlegettek, Claremont a csapat egyértelmű győzelmét bizonytalanná módosította, és a jövőt, amelyből Kate érkezett, változatlanul hagyta.
Byrne-nek, nyilatkozata szerint, a történet végkimenetelének Claremont-féle változatáról egészen a füzet megjelenéséig nem volt tudomása. „Majdnem felrobbantam. Nem tudtam róla egészen a megjelenésig, … még soha életemben nem voltam olyan dühös. Roger Stern beszélt le arról, hogy azonnal otthagyjam a füzetet.” – mondta később Byrne. Az incidens igen negatív hatással volt Byrne hozzáállására és viszonyára a füzethez és annak szereplőihez. Claremont 1982-ben, bár név nélkül és általánosságban beszélve a problémáról, úgy nyilatkozott, hogy két különösen kreatív és öntudatos alkotó közös munkája során elkerülhetetlenek a nézetkülönbségek, ha a termék, amin közösen dolgoznak, mindkettőjük számára sokat jelent. Ezek néha elsimíthatóak, néha azonban eljuthatnak egy olyan pontra, mikor egyikük vagy mindkettőjük úgy gondolja, hogy a további közös munka már csak negatív hatással lehet a füzetre. Byrne évekkel később már jóval konkrétabban fogalmazott: úgy ítélte meg a helyzetet, hogy akkoriban benyomása szerint a saját véleménye a füzetről és annak főszereplőiről  teljes mértékben Claremont elgondolásainak volt alárendelve. „Chris szkriptjei jelentek meg nyomtatásban, és az olvasók ezt elfogadták mint »tényt«.” – mondta Byrne. A jövendő múlt napjai során felvetődött nézetkülönbségeknek nagy szerepük volt abban, hogy Byrne megszakította a Claremonttal való közös munkát, és elhagyta a sorozatot, de Byrne nyilatkozata szerint szétválásuk előbb-utóbb enélkül is bekövetkezett volna.

### A történet utóélete
Claremont a történet átdolgozott befejezésével nem szándékozott egy új, különálló világot teremteni, csupán egy „lehetséges idővonalat”. A bizonytalan jövő felé vezető eseményeket Claremont tudatosan építette be az Uncanny X-Men cselekményébe. A jövendő múlt napjai disztópikus jövőjében Kelly szenátor meggyilkolása után, 1984-ben, az Egyesült Államok legfelsőbb bírósága megvétózza a kormány mutánsokat diszkrimináló törvényét (Mutant Control Act), mely a végzetesnek bizonyuló lépéshez, az Őr-robotok üzembe helyezéséhez vezetett. Claremont 1984-ben megjelent történeteiben, melyekben visszautalt A jövendő múlt napjai eseményeire is, a Kelly szenátor által előterjesztett mutánsokat célzó regisztrációs törvénytervezetet (Mutant Registration Act) a kormány végül elfogadja, és a disztópikus jövővel ellentétben, a felsőbb bíróság sem vétózza meg. Claremont szándéka az volt, hogy a cselekménnyel valós időben haladva az olvasót bizonytalanságban tartsa, hogy A jövendő múlt napjaiban látott jövő beteljesedik-e, vagy sem. Claremont nyilatkozata szerint ezt a történetvezetést egészen A jövendő múlt napjai jövőbeli cselekményeinek időpontjáig, egészen 2013-ig folytatta volna, amennyiben addig a füzet írója marad.
Claremont eredeti szándéka ellenére, más írók közreműködése révén, A jövendő múlt napjai az Uncanny X-Men világának lehetséges jövőjéből idővel egy önálló, párhuzamos világegyetem jövőjévé alakult át, mely a kiadó számos alternatív univerzuma között a „811-es Föld”-besorolást kapta. A 811-es Föld világa a Marvel több, elsősorban az X-Men csapatához kötődő füzetében és történetében is visszatért, így például az 1990-es Days of Future Present-ben és az 1997–1998-as Wolverine: Days Of Future Past című minisorozatban. A 2009-es Hulk: Broken Worlds című minisorozat második számának Out of Time című története szintén ebben a világban játszódik.
A jövendő múlt napjaiban több olyan szereplő is feltűnt, akik az X-Men füzetek fontos szereplőivé, vagy éppen kevésbé fontos, de rendszeresen visszatérő mellékszereplőivé váltak. Köztük a Gonosz Mutánsok Testvériségének új tagjai, Lavina, Piro és Sors, valamint a disztópikus jövő cselekményének szereplője, Rachel, aki fél évvel A jövendő múlt napjai megjelenése után, 1984 augusztusában, a The New Mutants 18. számában a jövőből visszautazva az Uncanny X-Men, majd pedig az Excalibur című füzet állandó szereplője lett. A disztópikus jövőben létező Kate Pryde tudata szintén az Excalibur oldalain tért vissza.
A mutáns regisztrációs törvény, mely a rasszizmus és a vakbuzgóság szinonimájaként jelent meg, valamint az azzal kapcsolatos konfliktusok 1984-től nem csak a Claremont által írt X-Men-történetekben, hanem a Marvel más füzeteiben is felbukkantak. Bár a törvény jelentős mértékben érintette a füzetek szereplőinek életét és fontos mondanivalót hordozott a történetekben, szerepe egyre csökkent, majd háttérbe szorult, miután Claremont 1991-ben távozott az Uncanny X-Men sorozatától. Ez idő alatt, és ezután a kiadó füzeteiben időnként felmerült egy minden emberfeletti képességekkel rendelkező személyre, lényre kiterjedő regisztrációs kötelezettség bevezetése is. Az ezekhez a szabályozásokhoz kapcsolódó történetek azonban már nem a fajgyűlöletet, hanem inkább az egyéni szabadság korlátozásának jogosságát és morális vonatkozásait helyezték előtérbe, mint például a Marvel 2006–2007-es eseménysorozata, a Civil War.

### Adaptációi és hatása más művekre
A jövendő múlt napjait eredeti megjelenése után többször is kiadták, köztük a 2001-ben megjelent The 100 Greatest Marvels of All Time című sorozat első számában is, ahová az olvasók szavazatai alapján a kiadó elmúlt negyven évének száz legjobb története közül került be az első huszonötbe.
A jövendő múlt napjai történetét számos más, az X-Men franchise-hoz kapcsolódó műben feldolgozták. Az 1992-es X-Men című animációs sorozat több klasszikus X-Men-kalandot, többek között A jövendő múlt napjait is feldolgozta. A sorozat azonos című tizenegyedik és tizenkettedik epizódjában, számos más változtatás mellett, a volt mutánsvadász, Bishop tér vissza a jövőből, hogy megakadályozza Kelly szenátor meggyilkolását. Az epizód storyboardját Will Meugniot készítette el. A 2008-as Wolverine and the X-Men című sorozat első évadának cselekménye egy szintén hasonló eseménysorozatra épül, melyben több epizód is A jövendő múlt napjai világához hasonló disztópikus jövőben játszódik. A 2006-os X-Men: Az ellenállás vége (X-Men: The Last Stand) című mozifilm egyik korai jelenetéhez, mely egy harci szimulációt mutat be az X-Men csapatának holografikus edzőtermében, az alkotók A jövendő múlt napjainak disztópikus környezetét használták fel.
A jövendő múlt napjai története az évek során más, az X-Men világán és a Marvel Comics kiadványain kívül tevékenykedő alkotók munkáihoz is inspirációt jelentett. Andrew Steven Harris, az IDW Publishing korábbi szerkesztőjének, a Star Trek: The Last Generation című ötrészes képregénysorozatának alapját A jövendő múlt napjai képezte. A 2008–2009-es minisorozat a Star Trek: Az új nemzedék (Star Trek: The Next Generation) című televíziós sorozat egy alternatív, disztópikus világban játszódik. Harris nyilatkozata szerint A jövendő múlt napjai történetben az ragadta meg leginkább, hogy míg más, a hozzá hasonlóan alternatív világokban játszódó kalandok az eredeti sorozat szereplőinek egy gonosz változatát mutatják be, addig A jövendő múlt napjaiban az ismert főszereplők még hősiesebb formában jelennek meg, akik még nagyobb fenyegetés ellen küzdenek. Ennek ellenére az író véleménye szerint  a The Last Generation olvasói nem fogják felfedezni a  hasonlóságot A jövendő múlt napjai cselekményével. Az NBC 2006-os Hősök (Heroes) című televíziós sorozata több epizódjában is található utalás A jövendő múlt napjaira, akárcsak más szuperhősképregényekre, amelyek szintén hatással voltak  erre az alkotásra. Az első epizódban az egyik főhős, Nakamura Hiro (Masi Oka) említi A jövendő múlt napjait egy beszélgetés során, azonban a sorozat írói eltévesztették az Uncanny X-Men konkrét számát, melyben a történet első része megjelent. Ezt a tévedést Nakamura, a Hősök alkotói által létrehozott álblogjának egyik bejegyzésében helyesbítette. A sorozat huszadik, Öt év múlva (Five Years Gone) című epizódja szintén egy disztópikus jövőben játszódik, melynek világára ugyancsak nagy hatással volt a képregénytörténet. „Nos, aki nem látja A jövendő múlt napjainak hatását tükröződni az Öt év múlva című epizódjában, az vak. A klasszikus történetek mind inspirációt jelentenek, mivel számos író olvasta ezeket felnőtté válása során.” – nyilatkozta Aron Coleite, a sorozat egyik írója. A WizKids HeroClix nevű figurás társasjátékának 2006-ban kiadott kiegészítő csomagja szintén A jövendő múlt napjai témája köré épült.
John Byrne képregényborítója, melyet az Uncanny X-Men 141. számához készített az X-Men-füzetek és a Marvel Comics legismertebb és legtöbbet másolt borítói közé tartozik. A borítón a disztópikus jövő világában Rozsomák és Kate Pryde falhoz szorítva állnak. Mögöttük egy hatalmas körözési plakát látható elesett és bebörtönzött társaik képeivel. A Marvel Comics kiadványai számára, de attól függetlenül is, a borítót több alkotó is átdolgozta, az azon látható szereplőket saját főhőseire cserélve. Ilyen például Casey Jones az Excalibur 1996-ban megjelent 94. számához, Clayton Henry az Alpha Flight 2004-ben megjelent 9. számához, Paco Medina a New X-Men 2006-ban megjelent 26. számához, vagy Arthur Suydam a Marvel Zombies vs. Army of Darkness című minisorozat első számához készült borírója. Jim Valentino az Image Comics kiadásában megjelenő Noble Causes: Family Secrets című minisorozatának harmadik számához és Roberto Campus a Star Wars Insider című magazin 87. számához készült borítója szintén Byrne eredeti rajzát idézi. 2004-ben a borító jelenete dioráma formájában is megjelent a Dynamic Force gyártásában. A szobrocska figuráit a Kucharak testvérek mintázták meg. A ToyBiz 2005-ben szintén megmintázta a jelenetet a Marvel Select akciófigura-sorozatának részeként.
2014-ben mutatták be a regény film változatát, amiben az X-men: Az elsők után még az X-men eredeti mozifilm néhány szereplője is feltűnik.